# آندره‌آ اورلاندو
آندره‌آ اورلاندو (انگلیسی: Andrea Orlando؛ زادهٔ ۸ فوریهٔ ۱۹۶۹) یک سیاست‌مدار اهل ایتالیا است.